# Интерпелација
Интерпелација (лат. interpellatio од interpellare - упасти у реч, прекидати нечији говор питањем) је квалификовано посланичко питање. Од обичних питања се разликује по томе што се поводом интерпелације отвара расправа у пленуму парламента и спроводи гласање. Док је код посланичког питања основни циљ добијање информације, код интерпелације се ради о претресању и оцењивању политике владе. Посланици који интерпелирају захтевају од владе да образложи и оправда неке своје поступке и мере.
Интерпелацијом се напада политика владе, с намером да се покаже да је погрешна и штетна по државне интересе. Ако влада није успела да се успешно одбрани од напада опозиционих интерпеланата, врло је вероватно да ће после интерпелације следити гласање о поверењу. Због тога, у неким политичким околностима, расправа поводом интерпелације, може да значи најаву одласка владе. Уколико је осуда политике владе такве природе да у основи негира њен дотадашњи политички курс, онда ће влада бити приморана било да прихвати диктат нове парламентарне већине, било да одступи.
Интерпелација није опасна само за владу, већ и за парламентарну опозицију, поготово ако иза владе стоји јасна парламентарна већина. Из политичког дуела са опозицијом влада може изаћи чак ојачана. Зато посланици не покрећу интерпелацију, ако нису сигурни да могу својом критиком и аргументима бар уздрмати углед владе у редовима владиних присталица, народних посланика, или барем у широј публици. Интерпелација је по својој тематици шира од посланичког питања. Интерпелацијом се такође тражи објашњење владе о једном конкретном, већ свршеном поступку или о неким догађајима за које влада носи или мора да сноси одговорност.
По завршетку претреса о интерпелацији спроводи се гласање, које по владу може бити неповољно, без обзира што се, по правилу, не може поставити предлог за гласање о поверењу. Обично се прво гласа о предлогу за прелаз на дневни ред, прост прелаз у којем нису садржане никакве квалификације владиног рада. Влада пристаје да се најпре гласа о овом предлогу, уколико није у стању да обезбеди мотивисани прелаз, који је за њу најповољнији. Само ако парламент не би прихватио ове предлоге, приступа се гласању о предлозима који садрже евентуалну похвалу или осуду владиног рада.